# Pseudinae
Sous-famille
Les Pseudinae sont une sous-famille d'amphibiens de la famille des Hylidae.

## Répartition
Les espèces de cette sous-famille sont présentes en Amérique du Sud.

## Liste des genres
Selon Amphibian Species of the World (9 juin 2017) :
- genre Lysapsus Cope, 1862
- genre Pseudis Wagler, 1830
- genre Scarthyla Duellman & de Sá, 1988